# Sardinella hualiensis
Sardinella hualiensis is een straalvinnige vissensoort uit de familie van haringen (Clupeidae). De wetenschappelijke naam van de soort is voor het eerst geldig gepubliceerd in 1958 door Chu & Tsai.